# Tres Collas
Los Tres Collas (Moderno irlandés: Trí Cholla) fueron, según la leyenda irlandesa medieval y la tradición histórica, los hijos del siglo IV de Eochaid Doimlén, hijo de Cairbre Lifechair. Sus nombres eran: Cairell Colla Uais; Muiredach Colla Fo Chrí (también transcrito como Colla Dá Crich, o Fochrich); y Áed Colla Menn. Colla Uais gobernó como Rey Supremo de Irlanda durante cuatro años. Recientes análisis de ADN confirman la historia de los Tres Collas en la Irlanda del siglo IV, pero cuestionan su descendencia de Eochaid Doimlén y Cairbre Lifechair.

## Leyenda
Según la tradición, los Tres Collas mataron a su tío, Fíacha Sroiptine, en la Batalla de Dubhchomar, en Crioch Rois, Breagh, con Colla Uais tomando la corona. Fue profetizado que quienquiera que les matara, sus descendientes nunca gobernarían Irlanda. Colla Uais gobernó en lugar de Fíacha por tres años (323-326 d. C.), y como Rey Supremo durante cuatro años, hasta que el hijo de Fiacha, Muiredach Tirech desterró a los Tres Collas, exiliándoles junto con trescientos seguidores a Alba (Escocia).
Se cree que la madre de los Tres Collas era Ailech, hija de Udhaire, rey de Alba. Según la versión de Keating, Udhaire les puso al mando de trescientos guerreros. Después, regresaron a Irlanda, esperando que Muiredach les pudiera matar, privando así a sus descendientes del trono. Pero Muiredach se enteró de la profecía, y pese a que sabía que habían matado a su padre, les tomó a su servicio.
Después de varios años, Muiredach decidió que los Collas debían tener un territorio propio, y les envió a conquistar Úlster. Con un ejército reclutado en Connacht, lucharon siete batallas en una semana contra los Ulaid en Achaidh Leithdeircc, matando a Fergus Foga, rey de Úlster, en la séptima. Colla Menn murió también en esa batalla. Quemaron Emain Macha, la capital del Úlster, tras lo que fue abandonada, y ocuparon grandes territorios en el centro del Úlster, que se considera fue el origen del reino de Airgíalla.
La cronología de la obra de Keating Foras Feasa ar Éirinn data el reinado de Colla Uais en 306–310. Los Anales de los Cuatro Maestros lo fechan en 322–326, situando la destrucción de Emain Macha y la conquista de Úlster en 331. No obstante, sabemos que la cronología de la tradición histórica irlandesa suele ser artificial. Una historia hace a Fiachra Cassán del Airgíalla, hijo de Colla Fo Chrí, padre adoptivo de Cormac mac Airt, que según la cronología habitual era su tatarabuelo, y una tradición alternativa data la caída de Emain Macha en 450.
La santa del siglo VI, Derchairthinn, asociada con Oughter Ard cerca de Straffan, Condado de Kildare, se dice que era "de la raza de Colla Uais, Monarca de Érinn".

## Interpretación histórica
Según una teoría adelantada por T. F. O'Rahilly, la historia tradicional de los Tres Collas no es histórica, pese a tener base histórica. O'Rahilly argumenta que la ruptura del poder de los Ulaid, la destrucción de Emain Macha y el establecimiento de los reinos de Airgialla fue realizada por tres hijos de Niall Noígiallach, Conall, Endae y Eógan, que establecieron los reinos de Tir Eógan y Tir Conaill en el noroeste del Úlster a mediados del siglo V. Cree que los Tres Collas son los dobles literarios de los tres hijos de Niall, y su historia una ficción genealógica con la intención de otorgar a los reinos tributarios de Airgialla un origen noble. Esta teoría es seguida por historiadores más recientes, como Francis J. Byrne, y Dáibhí Ó Cróinín.
Donald Schlegel afirma que el nombre tripartito de los hermanos es el único ejemplo en la Irlanda antigua de utilización del sistema romano de utilizar un nombre personal seguido por nombre familiar y por un epíteto. Esto puede reflejar su alegado regreso del exilio en Alba, que en la fecha de la historia tradicional —el siglo IV— era parte del Imperio Romano. Schlegel sugiere que ser puesto al mando de 300 soldados puede significar que eran centuriones del ejército Romano.
Schlegel también argumenta que los Tres Collas, junto con su nombre "Colla", pueden provenir de los Trinovantes de Gran Bretaña. Afirma que Trinovantes, erróneamente traducido como Ollams al irlandés podía ser el origen del nombre Airgíalla, el nombre dado al territorio que los Tres Collas conquistaron en el Úlster. Con respecto a Colla, puede derivar de los nombres Coill o Coel, ambos mencionados por Geoffrey Keating en el área habitada por los Trinovantes, Camulodunum (actual Colchester).

## Árbol familiar
|  |  |  |  |  |  |          |          |          |          | Cairbre Lifechair | Cairbre Lifechair | Cairbre Lifechair | Cairbre Lifechair | Cairbre Lifechair | Cairbre Lifechair |           |           |           |           |  |  | Aine            | Aine            | Aine            | Aine            | Aine            | Aine            |  |  | Udaire         | Udaire         | Udaire         | Udaire         | Udaire         | Udaire         |  |  |            |            |            |            |            |            |  |  |  |  |  |  |  |  |  |  |  |  |  |  |
|  |  |  |  |  |  |          |          |          |          | Cairbre Lifechair | Cairbre Lifechair | Cairbre Lifechair | Cairbre Lifechair | Cairbre Lifechair | Cairbre Lifechair |           |           |           |           |  |  | Aine            | Aine            | Aine            | Aine            | Aine            | Aine            |  |  | Udaire         | Udaire         | Udaire         | Udaire         | Udaire         | Udaire         |  |  |            |            |            |            |            |            |  |  |  |  |  |  |  |  |  |  |  |  |  |  |
|  |  |  |  |  |  |          |          |          |          |                   |                   |                   |                   |                   |                   |           |           |           |           |  |  |                 |                 |                 |                 |                 |                 |  |  |                |                |                |                |                |                |  |  |            |            |            |            |            |            |  |  |  |  |  |  |  |  |  |  |  |  |  |  |
|  |  |  |  |  |  |          |          |          |          |                   |                   |                   |                   |                   |                   |           |           |           |           |  |  |                 |                 |                 |                 |                 |                 |  |  |                |                |                |                |                |                |  |  |            |            |            |            |            |            |  |  |  |  |  |  |  |  |  |  |  |  |  |  |
|  |  |  |  |  |  |          |          |          |          | Fíacha Sroiptine  | Fíacha Sroiptine  | Fíacha Sroiptine  | Fíacha Sroiptine  | Fíacha Sroiptine  | Fíacha Sroiptine  |           |           |           |           |  |  | Eochaid Doimlén | Eochaid Doimlén | Eochaid Doimlén | Eochaid Doimlén | Eochaid Doimlén | Eochaid Doimlén |  |  | Ailech         | Ailech         | Ailech         | Ailech         | Ailech         | Ailech         |  |  |            |            |            |            |            |            |  |  |  |  |  |  |  |  |  |  |  |  |  |  |
|  |  |  |  |  |  |          |          |          |          | Fíacha Sroiptine  | Fíacha Sroiptine  | Fíacha Sroiptine  | Fíacha Sroiptine  | Fíacha Sroiptine  | Fíacha Sroiptine  |           |           |           |           |  |  | Eochaid Doimlén | Eochaid Doimlén | Eochaid Doimlén | Eochaid Doimlén | Eochaid Doimlén | Eochaid Doimlén |  |  | Ailech         | Ailech         | Ailech         | Ailech         | Ailech         | Ailech         |  |  |            |            |            |            |            |            |  |  |  |  |  |  |  |  |  |  |  |  |  |  |
|  |  |  |  |  |  |          |          |          |          |                   |                   |                   |                   |                   |                   |           |           |           |           |  |  |                 |                 |                 |                 |                 |                 |  |  |                |                |                |                |                |                |  |  |            |            |            |            |            |            |  |  |  |  |  |  |  |  |  |  |  |  |  |  |
|  |  |  |  |  |  |          |          |          |          |                   |                   |                   |                   |                   |                   |           |           |           |           |  |  |                 |                 |                 |                 |                 |                 |  |  |                |                |                |                |                |                |  |  |            |            |            |            |            |            |  |  |  |  |  |  |  |  |  |  |  |  |  |  |
|  |  |  |  |  |  |          |          |          |          | Muiredach Tirech  | Muiredach Tirech  | Muiredach Tirech  | Muiredach Tirech  | Muiredach Tirech  | Muiredach Tirech  |           |           |           |           |  |  | Colla Uais      | Colla Uais      | Colla Uais      | Colla Uais      | Colla Uais      | Colla Uais      |  |  | Colla Fó Chrí  | Colla Fó Chrí  | Colla Fó Chrí  | Colla Fó Chrí  | Colla Fó Chrí  | Colla Fó Chrí  |  |  | Colla Menn | Colla Menn | Colla Menn | Colla Menn | Colla Menn | Colla Menn |  |  |  |  |  |  |  |  |  |  |  |  |  |  |
|  |  |  |  |  |  |          |          |          |          | Muiredach Tirech  | Muiredach Tirech  | Muiredach Tirech  | Muiredach Tirech  | Muiredach Tirech  | Muiredach Tirech  |           |           |           |           |  |  | Colla Uais      | Colla Uais      | Colla Uais      | Colla Uais      | Colla Uais      | Colla Uais      |  |  | Colla Fó Chrí  | Colla Fó Chrí  | Colla Fó Chrí  | Colla Fó Chrí  | Colla Fó Chrí  | Colla Fó Chrí  |  |  | Colla Menn | Colla Menn | Colla Menn | Colla Menn | Colla Menn | Colla Menn |  |  |  |  |  |  |  |  |  |  |  |  |  |  |
|  |  |  |  |  |  |          |          |          |          | Eochaid Mugmedón  | Eochaid Mugmedón  | Eochaid Mugmedón  | Eochaid Mugmedón  | Eochaid Mugmedón  | Eochaid Mugmedón  |           |           |           |           |  |  |                 |                 |                 |                 |                 |                 |  |  | Fiachra Cassán | Fiachra Cassán | Fiachra Cassán | Fiachra Cassán | Fiachra Cassán | Fiachra Cassán |  |  |            |            |            |            |            |            |  |  |  |  |  |  |  |  |  |  |  |  |  |  |
|  |  |  |  |  |  |          |          |          |          | Eochaid Mugmedón  | Eochaid Mugmedón  | Eochaid Mugmedón  | Eochaid Mugmedón  | Eochaid Mugmedón  | Eochaid Mugmedón  |           |           |           |           |  |  |                 |                 |                 |                 |                 |                 |  |  | Fiachra Cassán | Fiachra Cassán | Fiachra Cassán | Fiachra Cassán | Fiachra Cassán | Fiachra Cassán |  |  |            |            |            |            |            |            |  |  |  |  |  |  |  |  |  |  |  |  |  |  |
|  |  |  |  |  |  |          |          |          |          |                   |                   |                   |                   |                   |                   |           |           |           |           |  |  |                 |                 |                 |                 | Airgíalla       |                 |  |  |                |                |                |                |                |                |  |  |            |            |            |            |            |            |  |  |  |  |  |  |  |  |  |  |  |  |  |  |
|  |  |  |  |  |  |          |          |          |          |                   |                   |                   |                   |                   |                   |           |           |           |           |  |  |                 |                 |                 |                 |                 |                 |  |  |                |                |                |                |                |                |  |  |            |            |            |            |            |            |  |  |  |  |  |  |  |  |  |  |  |  |  |  |
|  |  |  |  |  |  |          |          |          |          |                   |                   |                   |                   |                   |                   |           |           |           |           |  |  |                 |                 |                 |                 |                 |                 |  |  |                |                |                |                |                |                |  |  |            |            |            |            |            |            |  |  |  |  |  |  |  |  |  |  |  |  |  |  |
|  |  |  |  |  |  |          |          |          |          |                   |                   |                   |                   |                   |                   |           |           |           |           |  |  |                 |                 |                 |                 |                 |                 |  |  |                |                |                |                |                |                |  |  |            |            |            |            |            |            |  |  |  |  |  |  |  |  |  |  |  |  |  |  |
|  |  |  |  |  |  | Uí Néill | Uí Néill | Uí Néill | Uí Néill | Uí Néill          | Uí Néill          |                   |                   | Connachta         | Connachta         | Connachta | Connachta | Connachta | Connachta |  |  | *               | *               | *               | *               | *               | *               |  |  | Uí Maine       | Uí Maine       | Uí Maine       | Uí Maine       | Uí Maine       | Uí Maine       |  |  |            |            |            |            |            |            |  |  |  |  |  |  |  |  |  |  |  |  |  |  |

## Análisis de ADN
En 2007, Josiah McGuire descubrió que el ADN de varones con apellidos históricamente asociados con los Tres Collas en las antiguas genealogías tenían el mismo ADN en el cromosoma Y. Este ADN se transmite de padre a hijo como los apellidos. Entre estos apellidos estaban McDonald y McMahon. Cuatro sujetos de McDonald localizaban su ascendencia hasta una antigua línea McDonald procedente de Colla Uais. Dos McMahon procedían de una línea descendiente de Crioch. En 2009, se lanzó un proyecto público en Family Tree DNA para sujetos que tuvieran ADN de Collas. Los individuos con ADN Colla ADN pertenecen a un haplogrupo llamado R-Z3000, que difiere de los haplogrupos R-M222 de apellidos provenientes de Uí Néill y Connachta. La interpretación histórica por Donald Schlegel es consistente con los recientes análisis de ADN.